# 코리아 메쎄
코리아메쎄는 동경 선물용품박람회, 홍콩메가쇼 등 30여개의 유명 전시회 주최기관과 한국 공식에이전트 계약을 맺고 있다.
매 전시회마다 전문 인력이 파견되어 개별적으로 의뢰받은 업체들의 제품을 해외시장을 상대로 마케팅하고 있다. Kotra에서 1962년에 창간되어 49년 동안 전 세계의 한국 공관과 코트라 비즈니스센터에서 오랫동안 한국상품을 홍보해왔으며, 전세계 유명 전시회에서 직접 배포를 통한 바이어발굴 및 시장개척을 하는 명실상부한 국내외 브랜드 파워 1위의 대한민국을 대표하는 해외 상품 홍보지로 자리 매김 해 왔다.